# Templo de Confucio
El Templo de Confucio (en chino tradicional, 孔廟; en chino simplificado, 孔庙; pinyin, Kǒng Miào) en Qufu, provincia de Shandong, China, es el templo de Confucio "original", el más amplio y conocido de Asia Oriental.
Desde el año 1994, el Templo de Confucio ha formado parte de un lugar declarado por la UNESCO como Patrimonio de la Humanidad con la denominación "Templo y cementerio de Confucio y residencia de la familia Kong en Qufu". Las otras dos partes del lugar son la cercana residencia de la familia Kong (en chino, 孔; pinyin, Kǒng Fǔ), donde vivieron los descendentes por línea principal de Confucio, y el cementerio de Confucio (en chino, 孔; pinyin, Kǒng Lín) un par de kilómetros al norte, donde se enterró a Confucio y a muchos de sus descendientes. Estos tres sitios son conocidos, en conjunto, en Qufu como San Kong (三孔), es decir, "Los Tres [sitios] confucianos".

## Historia

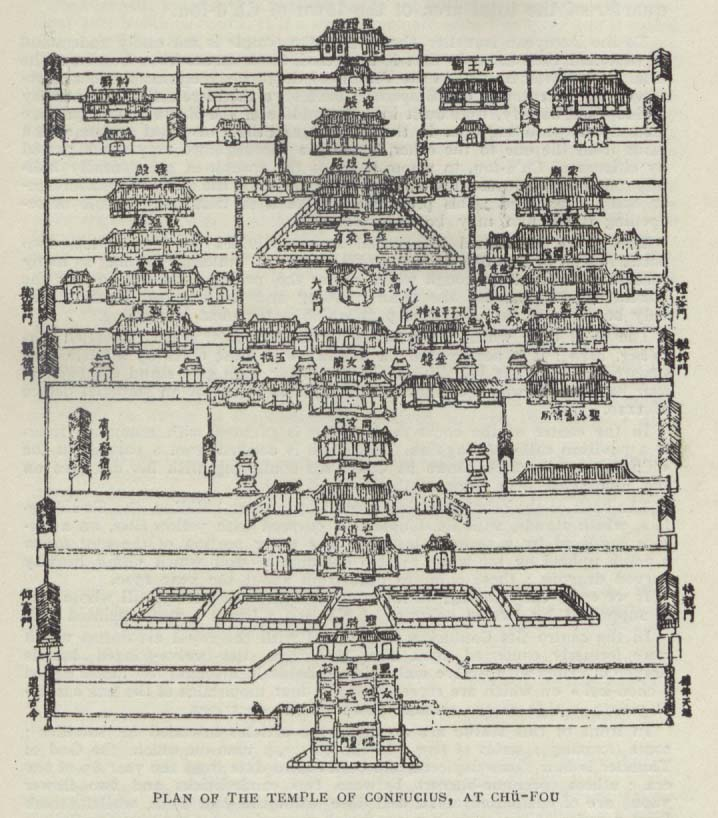
Plano histórico del templo de Confucio (1912)

En los dos años posteriores a la muerte de Confucio, su anterior casa en Qufu había sido ya consagrada como un templo por el príncipe de Lu. En el año 205 a. C., el emperador Han Gaodi de la dinastía Han fue el primer emperador que ofreció sacrificios a la memoria de Confucio en Qufu. Estableció así un ejemplo para muchos de los emperadores y altos funcionarios que le siguieron. Más tarde, los emperadores visitarían Qufu después de su entronización, o en ocasiones importantes tales como una guerra exitosa. En total, doce emperadores diferentes hicieron veinte visitas personales a Qufu para venerar a Confucio. Alrededor de un centenar más enviaron delegados para 196 visitas oficiales. La casa original de Confucio, con tres habitaciones, fue apartada del complejo del templo durante una reconstrucción en el año 611. En 1012 y en 1094, durante la dinastía Song, el templo fue ampliado según un diseño con tres secciones y cuatro patios, alrededor de los cuales al final se colocaron más de 400 habitaciones. El fuego y el vandalismo destruyeron el templo en 1214, durante la dinastía Jin. Fue restaurado a su anterior extensión hacia el año 1302 durante la dinastía Yuan. Poco después, en 1331, en templo fue enmarcado en un muro que lo circundaba, siguiendo el modelo del palacio imperial.
Después de otra devastación por el fuego en el año 1499, el templo fue finalmente restaurado a su estado actual. En 1724 se produjo otro incendio más, que en gran medida destruyó la sala central y las esculturas que contenía. La restauración posterior se terminó en 1730. Muchas de las esculturas de reemplazo fueron dañadas y destruidas durante la Revolución cultural en 1966. En total, el templo de Confucio ha pasado por 15 grandes renovaciones, 31 reparaciones amplias y numerosas acciones constructivas menores.

## Descripción

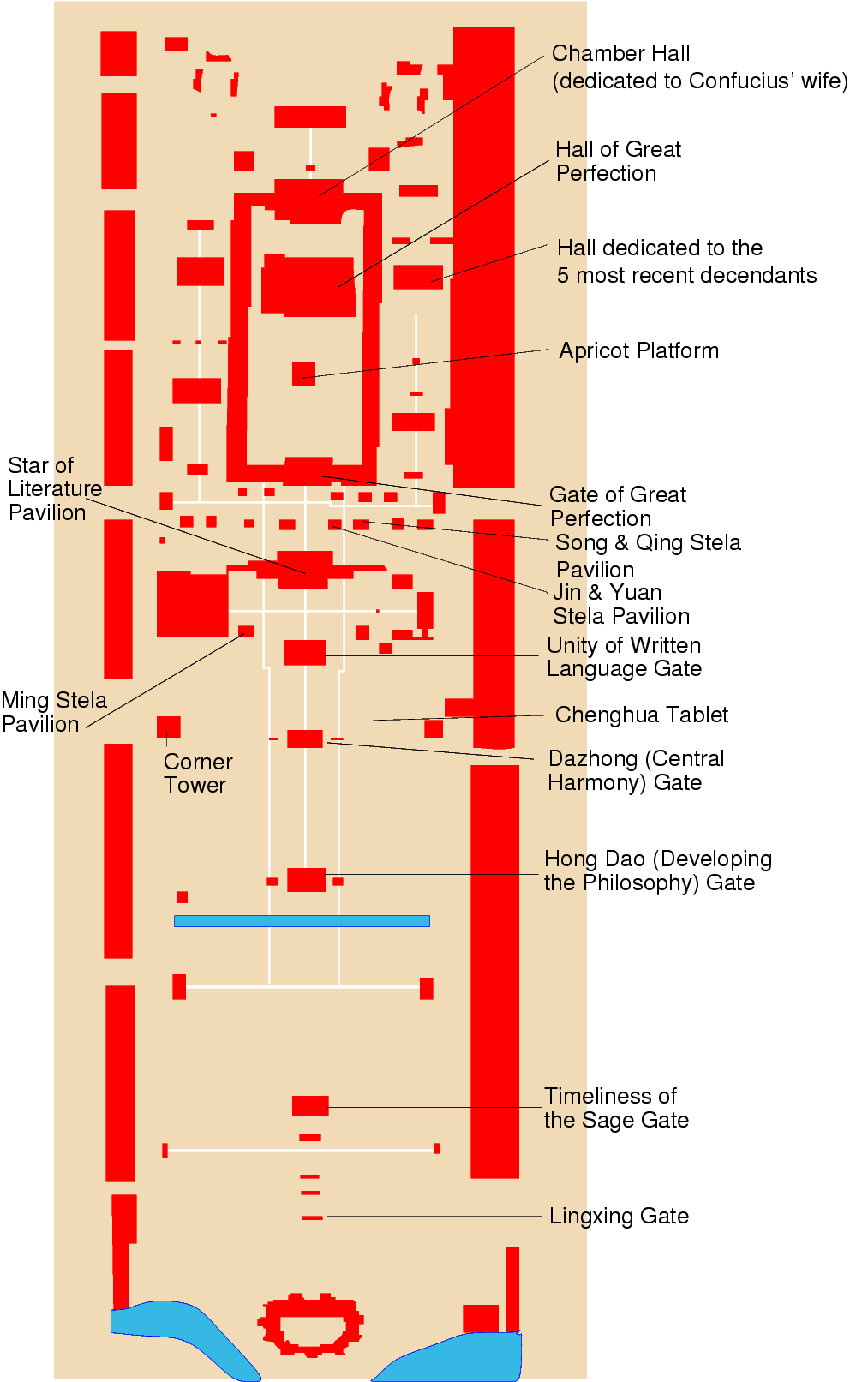
Plano del templo.

El complejo del templo está entre los más grandes de China, se extiende por una superficie de 16.000 metros cuadrados y tiene, en total, 460 habitaciones. Debido a que su principal restauración se produjo tras el fuego de 1499 es decir, poco después de la construcción de la Ciudad Prohibida en la dinastía Ming, la arquitectura del templo de Confucio se parece a la de la Ciudad Prohibida en muchos sentidos.
La principal parte del templo está formada por nueve patios colocados en torno a un eje central, que se orienta en dirección norte-sur y tiene 1,3 kilómetros de longitud. Los primeros tres patios tienen pequeñas puertas y en ellos hay plantados pinos altos, sirven como entrada. La primera puerta, la más meridional, recibe el nombre de "Puerta Lingxing" (棂星门) por la estrella en la constelación de la Osa Mayor, el nombre sugiere que Confucio es una estrella del cielo. Los edificios en el resto de los patios forman el corazón del complejo. Son impresionantes estructuras con tejas amarillas (color reservado por lo general al emperador) y paredes pintadas de rojo, rodeados por pinos de un verde oscuro que crean un contraste de color con colores complementarios. 

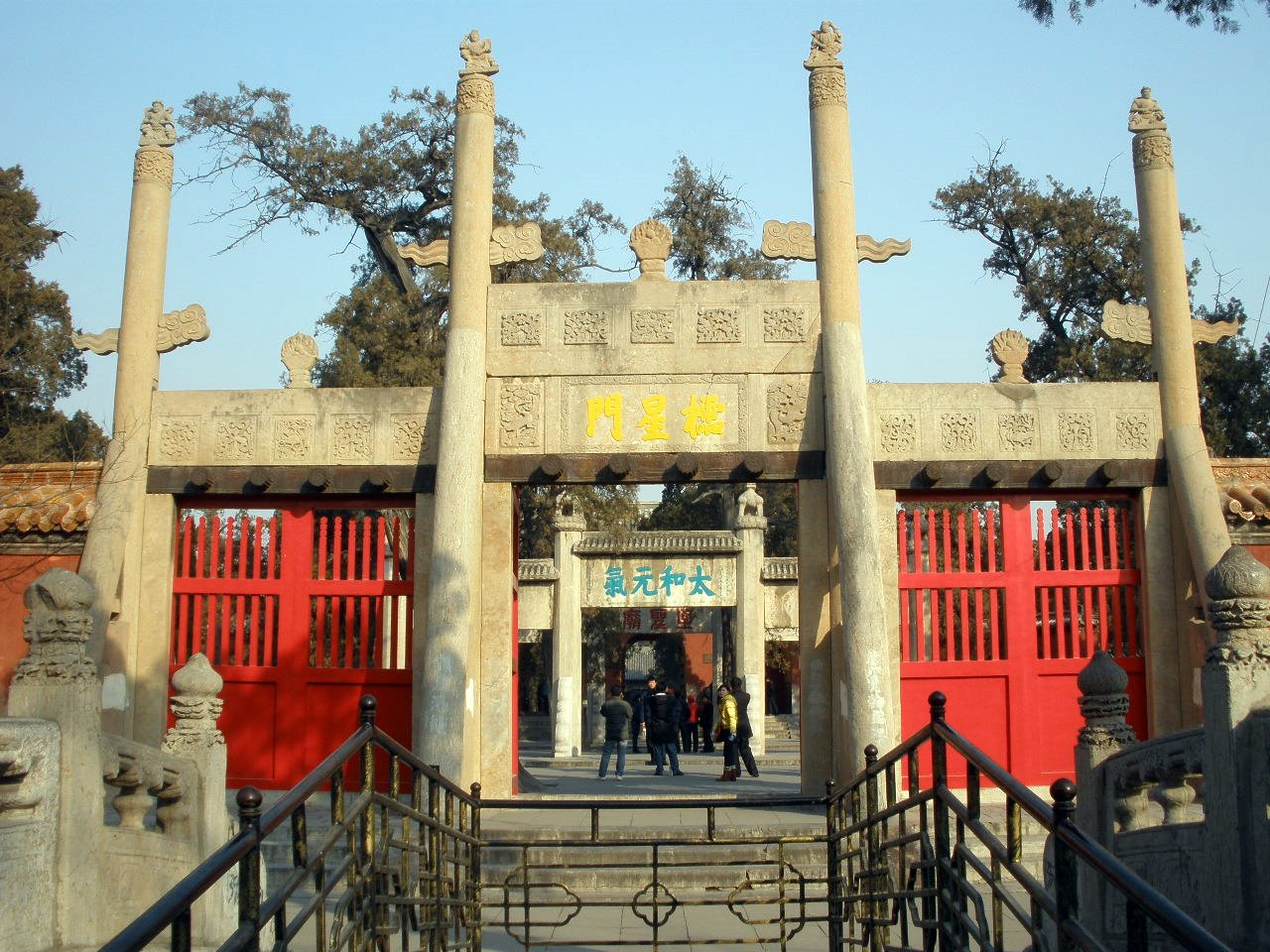
Puerta Lingxing

Las principales estructuras del templo son:
- Puerta Lingxing (棂星门)
- Puerta Shengshi (圣时门)
- Puerta Hongdao (弘道门)
- Puerta Dazhong (大中门)
- Trece Pabellones de Estelas (十三碑亭)
- Puerta Dacheng (大成门)
- Sala Kuiwen (奎文阁, construida en 1018, restaurada en 1504 durante la dinastía Ming y en 1985)
- Pabellón Xing Tan (杏坛, Plataforma del albaricoque)
- Arco De Mu Tian Di
- Liangwu (两庑)
- Sala Dacheng (大成殿, construida en la dinastía Qing)
- Sala Resting (寝殿, dedicada a la esposa de Confucio)

### Sala Dacheng
La Sala Dacheng (en chino, 大; pinyin, Dà), cuyo nombre se traduce habitualmente como la Sala de la Gran Perfección o la Sala del Gran Logro, es el centro arquitectónico del complejo actual. La sala se extiende en una superficie de 54 por 34 m y se eleva un poco menos de 32 m. Se apoya en 28 pilares ricamente decorados, cada uno de 6 metros de alto y 0,8 m de diámetro y tallados de una pieza de una roca local. Las 10 columnas del lado frontal de la sala están decoradas con dragones en espiral. Se dice que estas columnas estuvieron cubiertas durante las visitas del emperador para que no suscitaran su envidia. La Sala Dacheng sirvió como el principal lugar para ofrecer sacrificios a la memoria de Confucio. Se dice igualmente que es una de las vistas más bellas del templo de Confucio. 

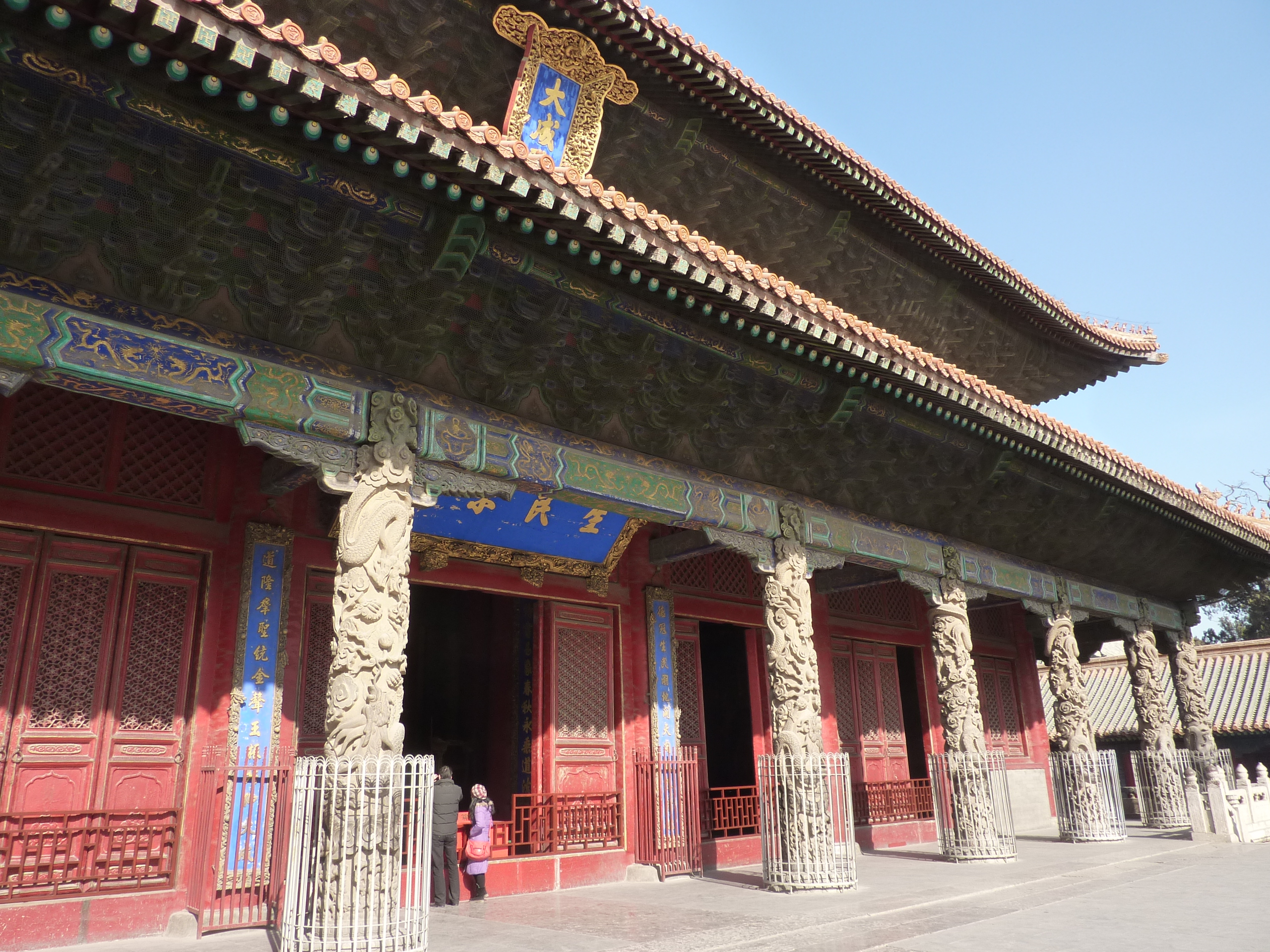
Fachada de las Salas Dacheng
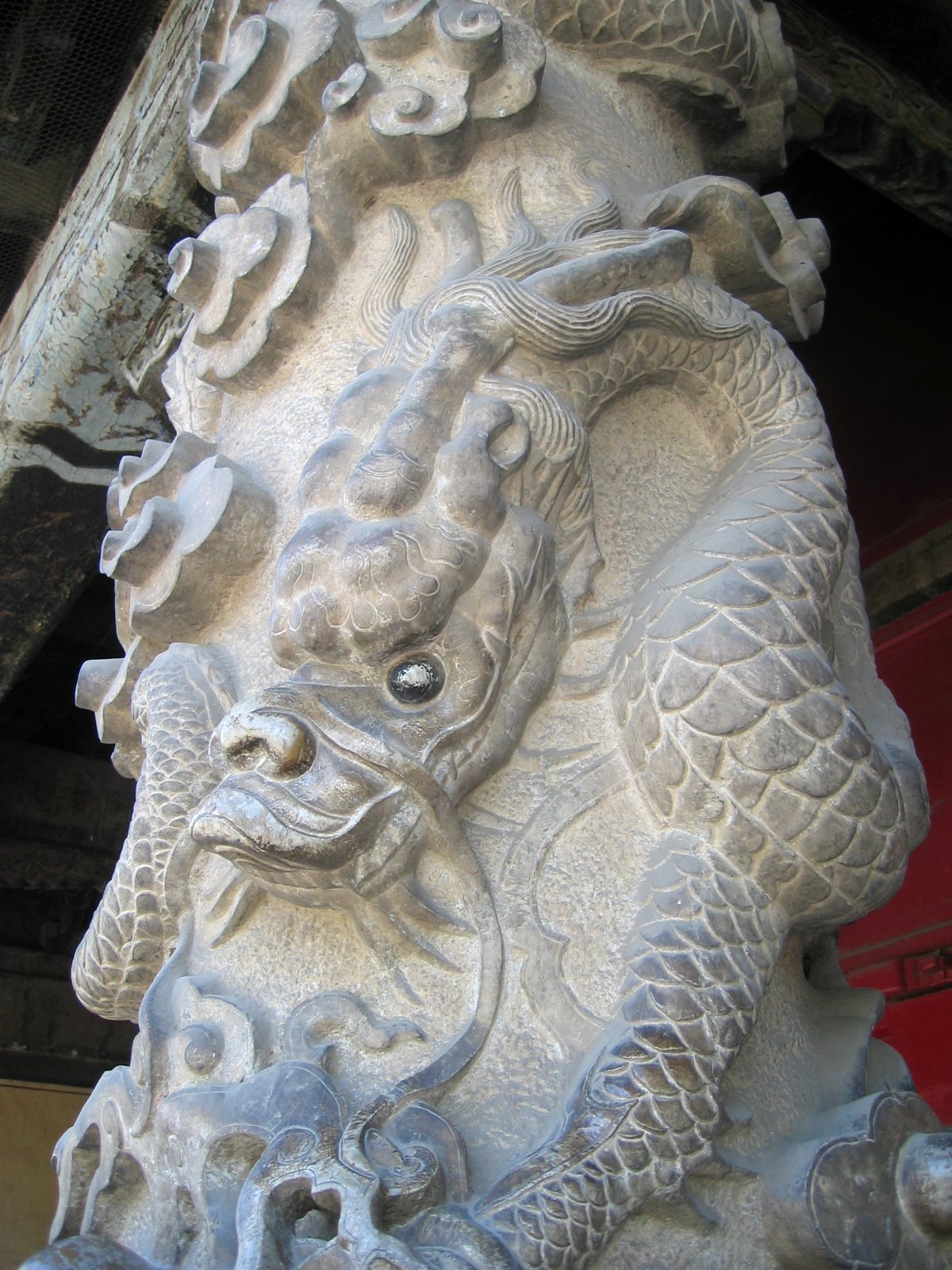
Uno de los pilares con dragones en la fachada principal de la Sala Dacheng
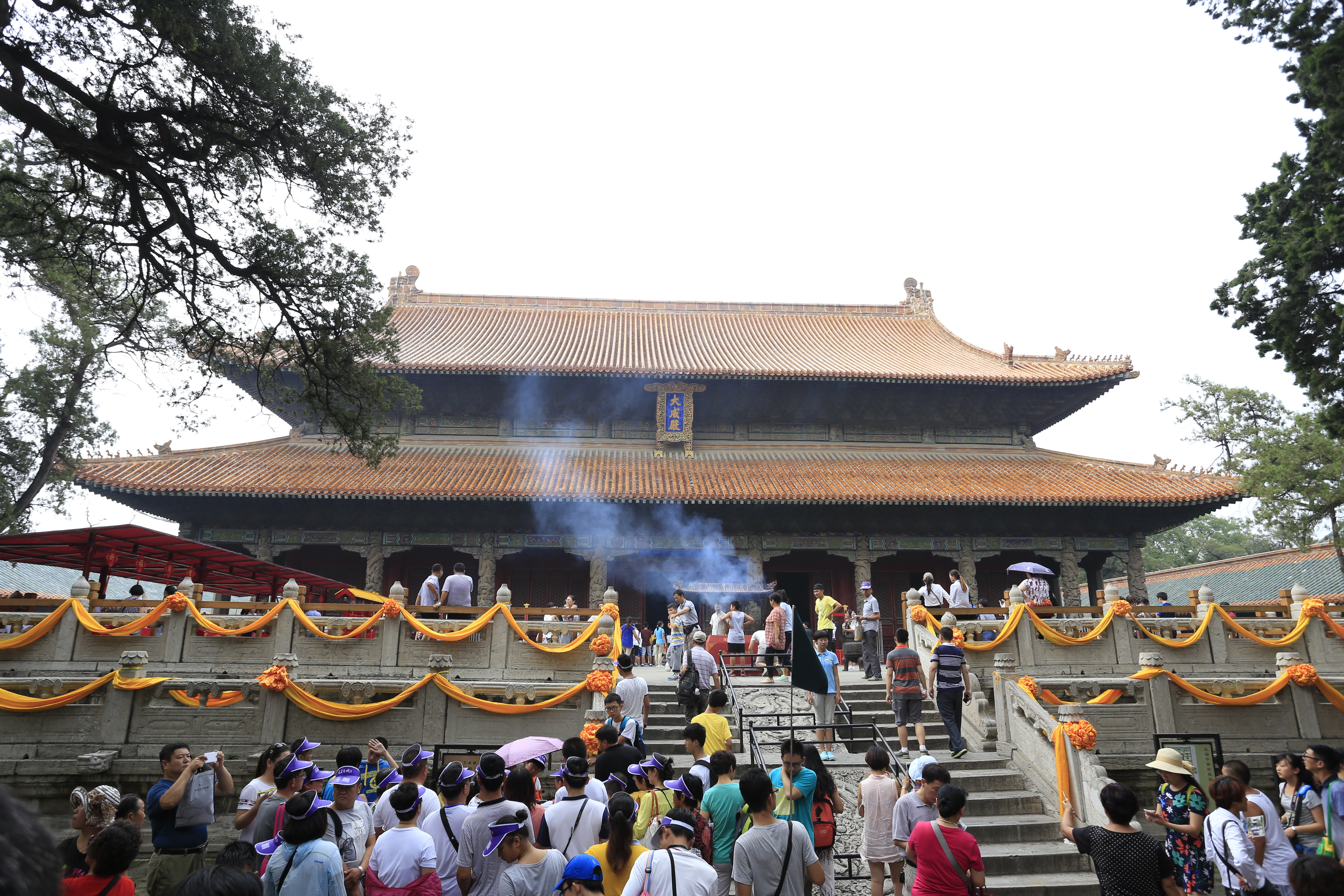
Fachada principal el 15 de agosto de 2015
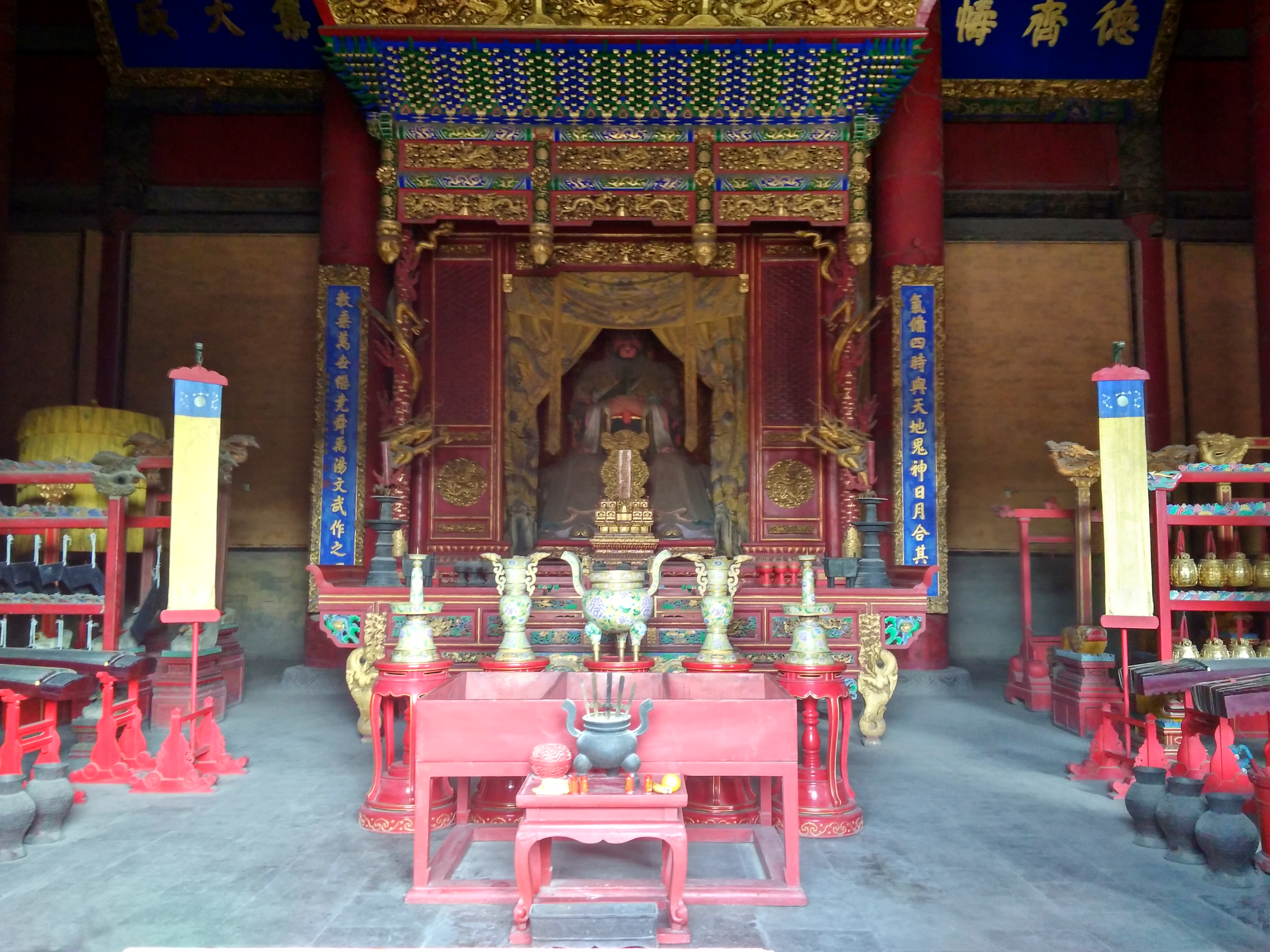
Interior de la Sala Dacheng
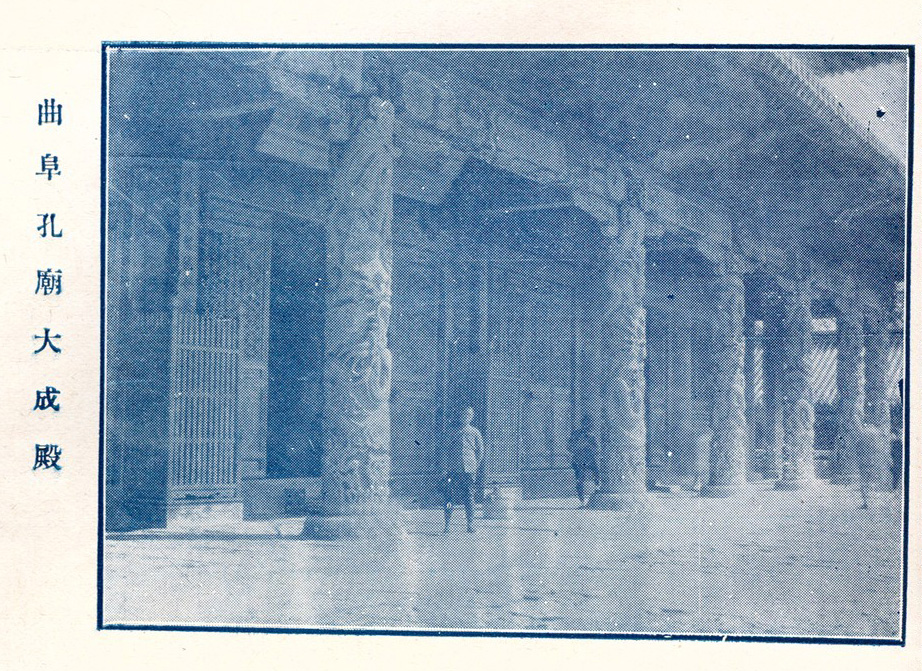
Portada de la publicación de la Administración de Carreteras de Automóviles de la provincia de Shandong, de 1935, mostrando las columnas de la entrada principal

### Plataforma del albaricoque

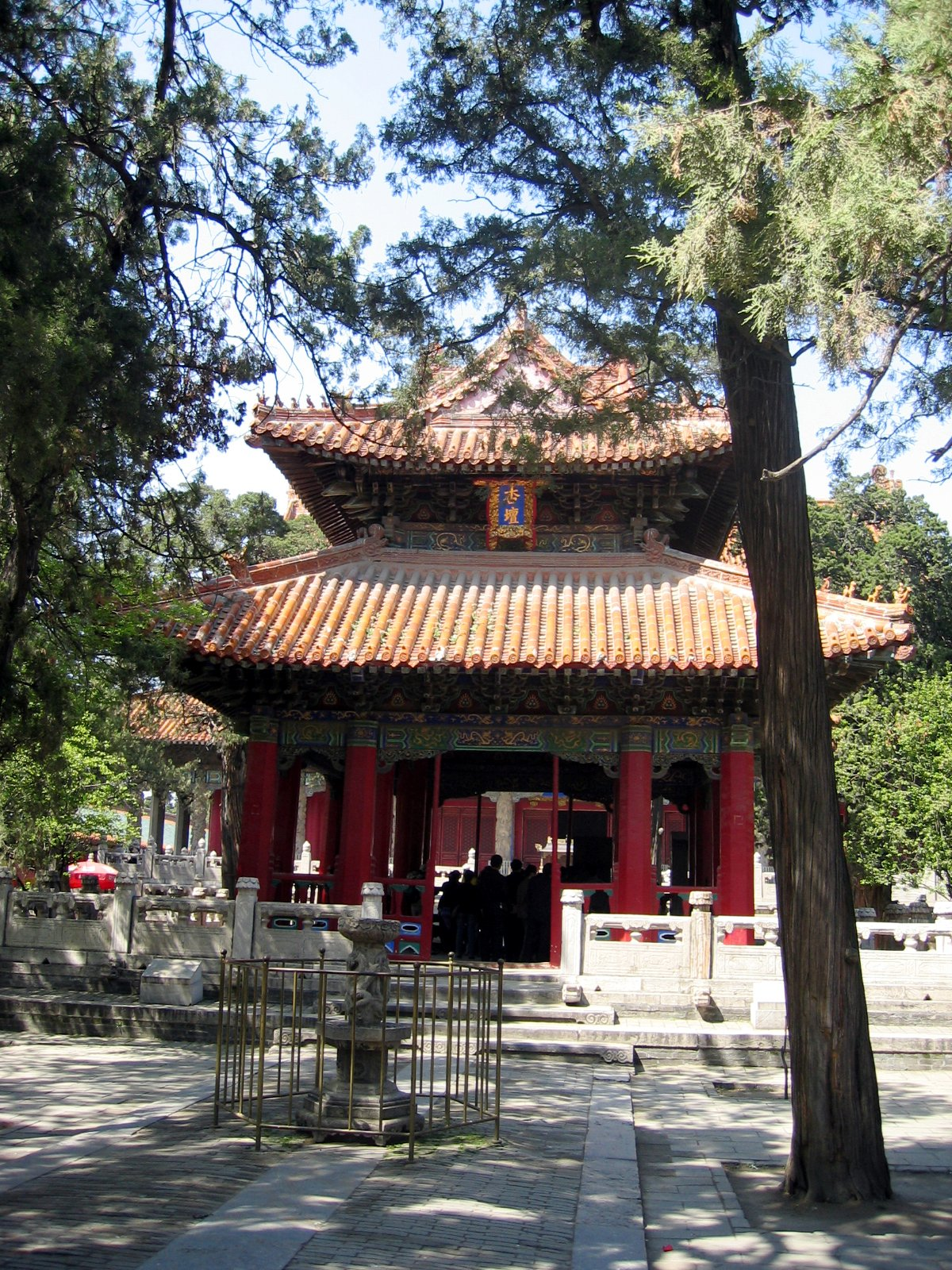
Plataforma del albaricoque

En el centro del patio en frente de la Sala Dacheng se alza el pabellón Xing Tan (en chino tradicional, 杏; en chino simplificado, 杏; pinyin, Xìng), o la Plataforma del albaricoque. Conmemora a Confucio enseñando a sus estudiantes bajo un albaricoquero. Cada año, en Qufu y en muchos otros templos confucianos, se celebra una ceremonia el 28 de septiembre conmemorando el nacimiento de Confucio.

### Pabellones de estelas

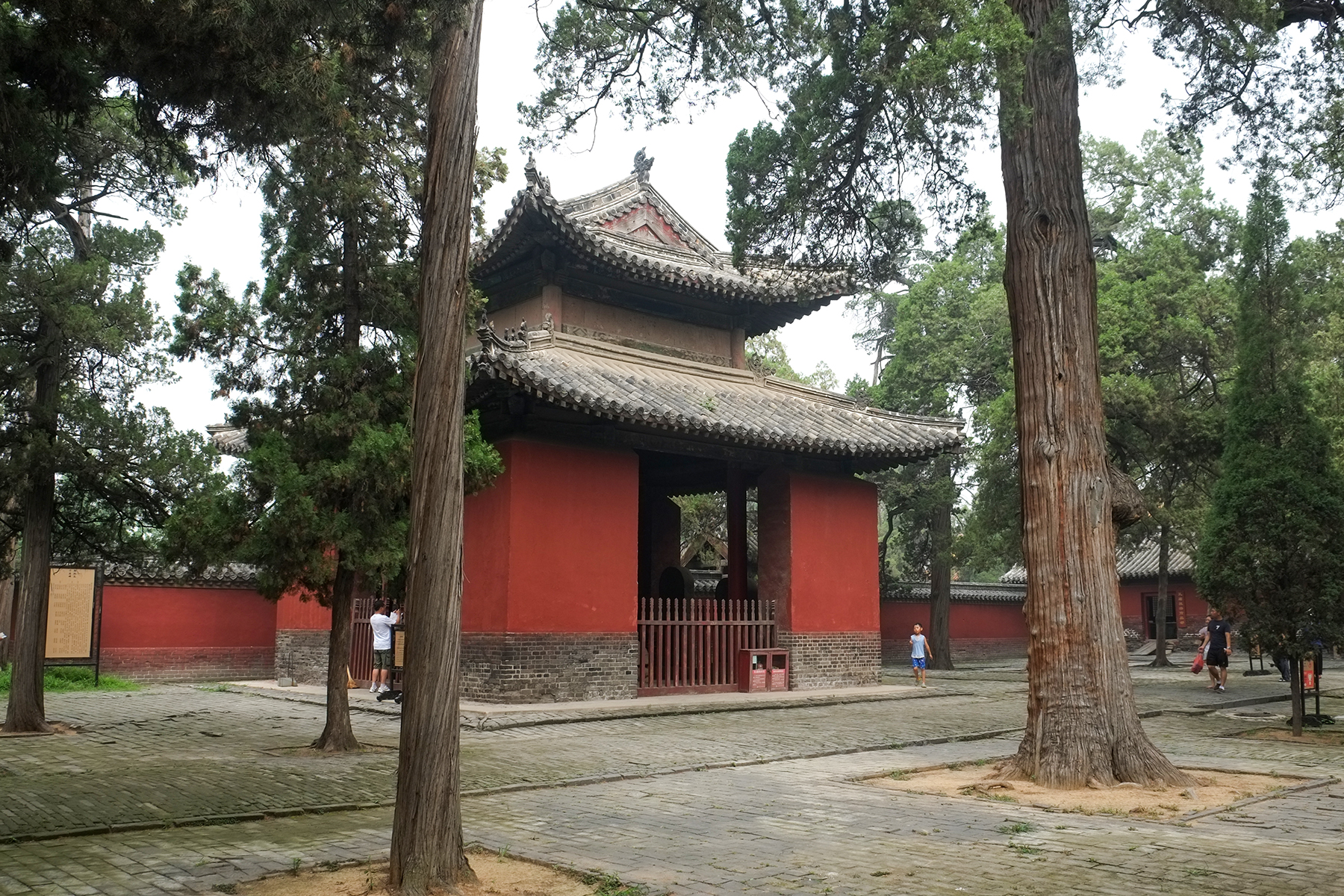
Pabellón número 1 de los pabellones de estelas.

Un gran número de estelas de piedra se encuentran en las instalaciones del templo de Confucio. Un libro reciente sobre las estelas confucianas cataloga alrededor de 500 piezas de este tipo en los terrenos del templo, señalando que la lista está lejos de ser completa. Las estelas conmemoran repetidas reconstrucciones y renovaciones del complejo de templos, contiene textos ensalzando a Confucio y edictos imperiales otorgándole nuevos títulos honorarios. Mientras que la mayor parte de estas estelas fueron originalmente asociadas con el templo de Confucio, algunas han sido llevadas al templo desde otros lugares de Qufu en tiempos modernos, para su conservación.
Las inscripciones en las estelas están escritas, en su mayor parte, en chino, pero algunas estelas de la dinastía Yuan y la dinastía Qing también tienen textos en mongol medio  (usando el alfabeto de 'Phags-pa) y manchú, respectivamente.
Algunas de las más importantes estelas imperiales se concentran en la zona conocida como los 十三碑亭, Sanshi Bei Ting. En esta zona hay 13 pabellones que están colocados en dos filas en el estrecho patio entre el Pabellón de la Estrella de la Literatura (Kuiwen Ge) en el sur y las Puertas de la Gran Perfección (Dacheng Men) en el norte. 
La fila septentrional está formada por cinco pabellones. Cada uno de ellos alberga una gran estela soportada por una enorme tortuga de piedra (bixi) y coronada con dragones; fueron instaladas durante las eras Kangxi, Yongzheng y Qianlong de la dinastía Qing (entre Kangxi 22 y Qianlong 13, esto es, 1683-1748). Estas estelas imperiales se alzan entre 3,8 y 4 m, sus tortugas tienen hasta 4,8 m de longitud. Su peso es de hasta 65 toneladas (incluyendo las estelas, la tortuga bixi, y el plinto que queda debajo).
La fila meridional está formada por ocho pabellones, con estelas de menor tamaño, varias en cada uno de ellos. Cuatro de ellos albergan estelas de la Dinastía Jin (1115-1234) (también conocida como dinastía Jurchen) y la dinastía Yuan mongol; las otras, de la dinastía Qing.
Un gran número de estelas menores de varias épocas, sin los pedestales bixi, se alinean al aire libre en "anexos" alrededor de las cuatro esquinas de la zona de los Trece Pabellones de Estelas.
Se pueden obervar cuatro importantes estelas imperiales sobre tortugas pertenecientes a la dinastía Ming en el patio al sur del Pabellón de la Estrella de la Literatura. Esta zona tiene dos pabellones de estelas. El pabellón más al este alberga del Año 4 de la época Hongwu (1371), designando deidades relacionadas con direcciones geográficas, etc. Los pabellones occidentales contienen del Año 15 de la época Yongle (1417), conmemorando una renovación del templo. Las otras dos estelas están al aire libre: una del Año 4 (1468) de la época Chenghua enfrente del pabellón oriental, y del Año 17 (1504) de la era Hongzhi enfrente del pabellón occidental, conmemorando también proyectos de reparación del templo. Hay docenas de otras estelas más pequeñas, sin tortugas, en esta zona.

Estelas sobre tortugas en el Templo de Confucio
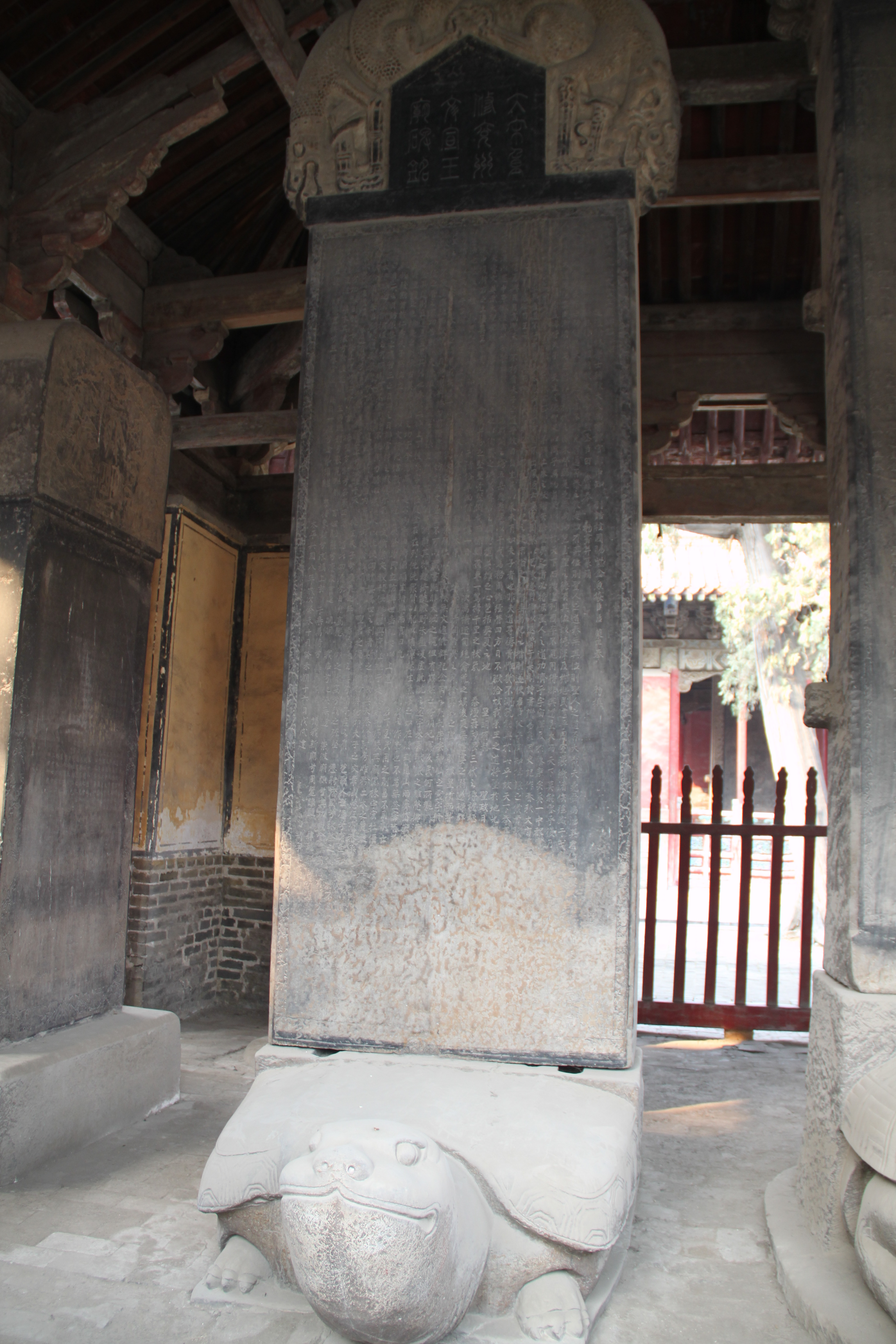
Estela coronada con imágen en la aprte superior, inscripción on texto en la parte intermedia  y como base una tortuga
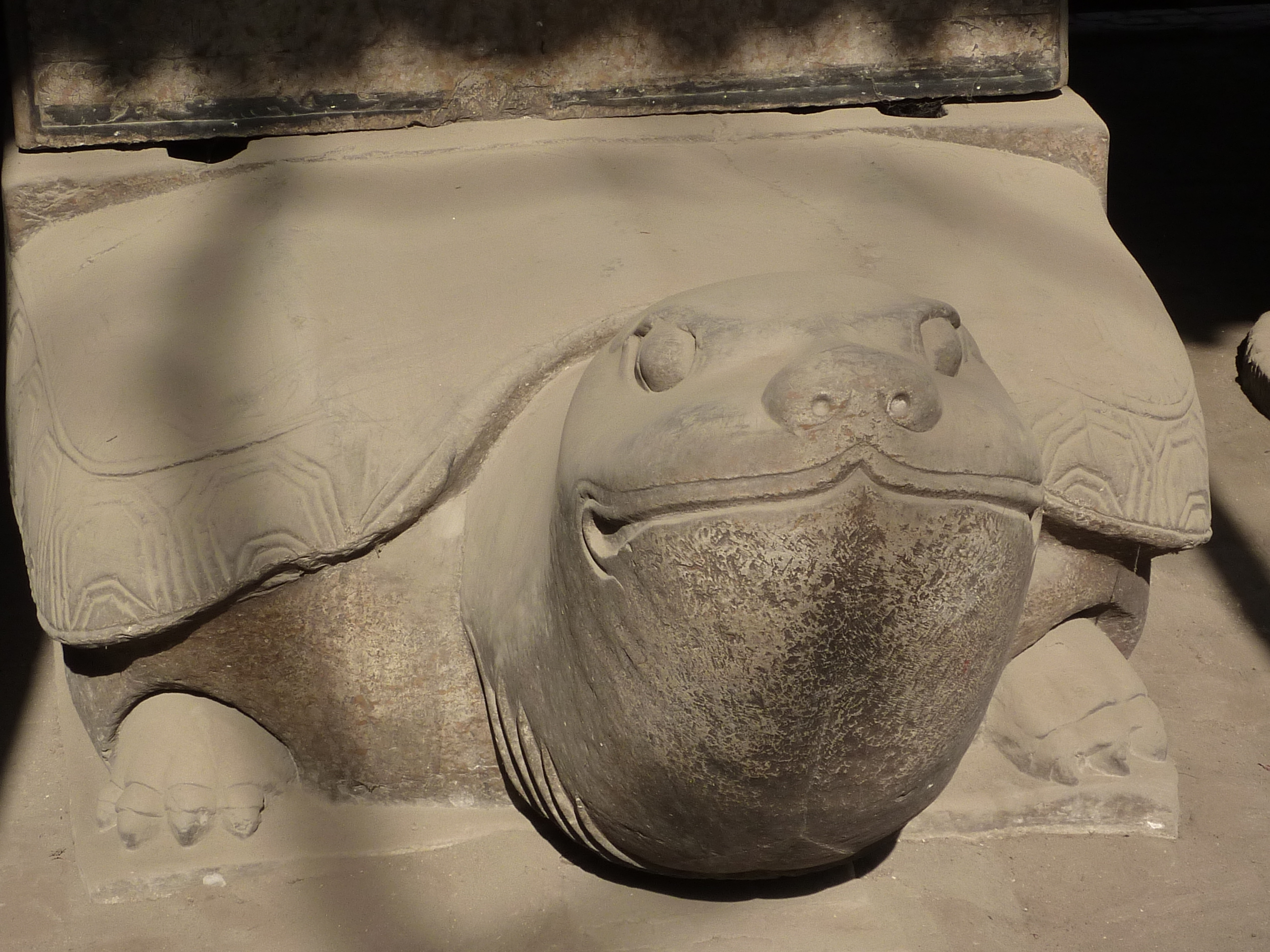
Taiping Xingguo 8 (983)
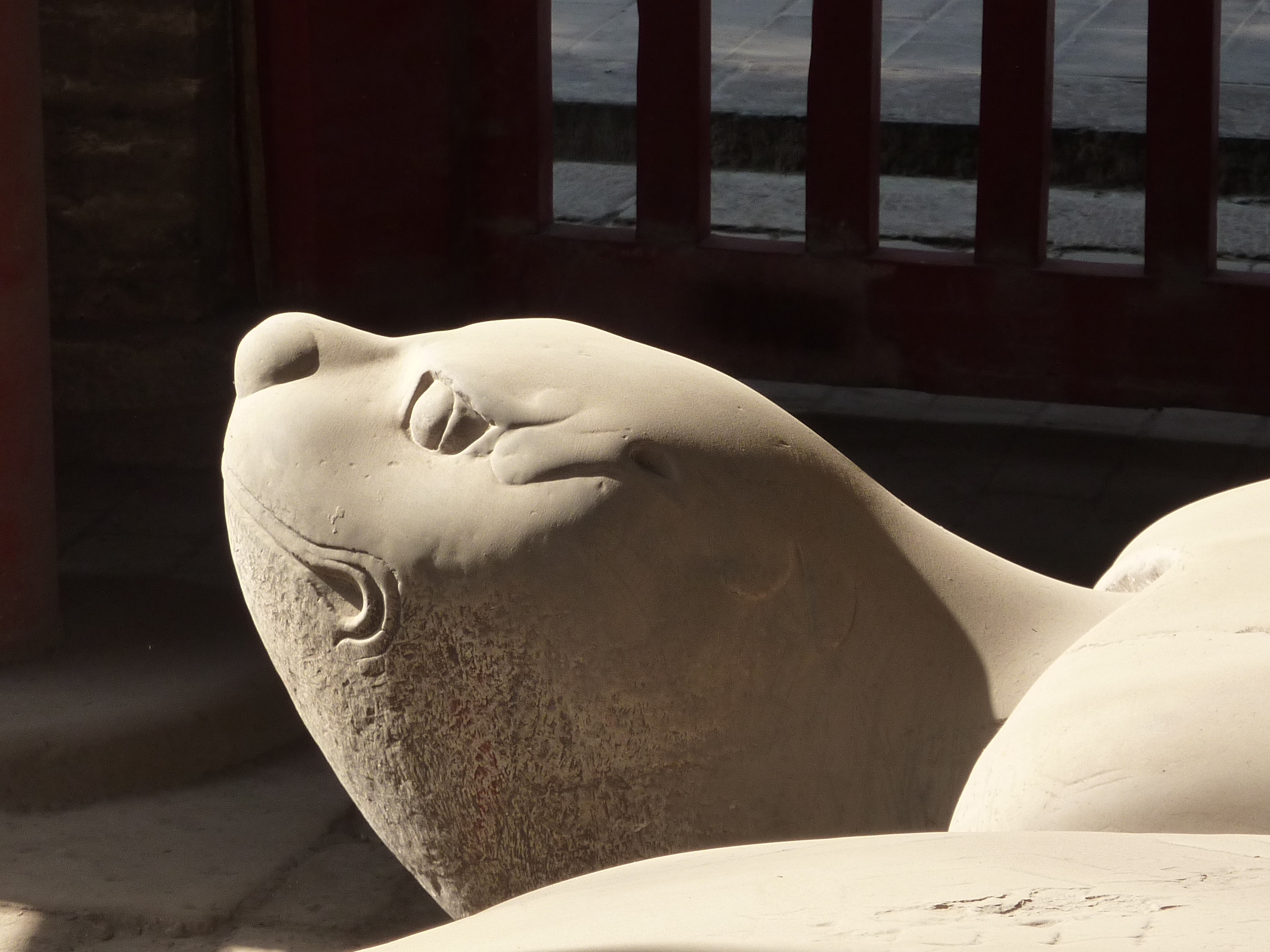
Cheng'an 8 (1197)
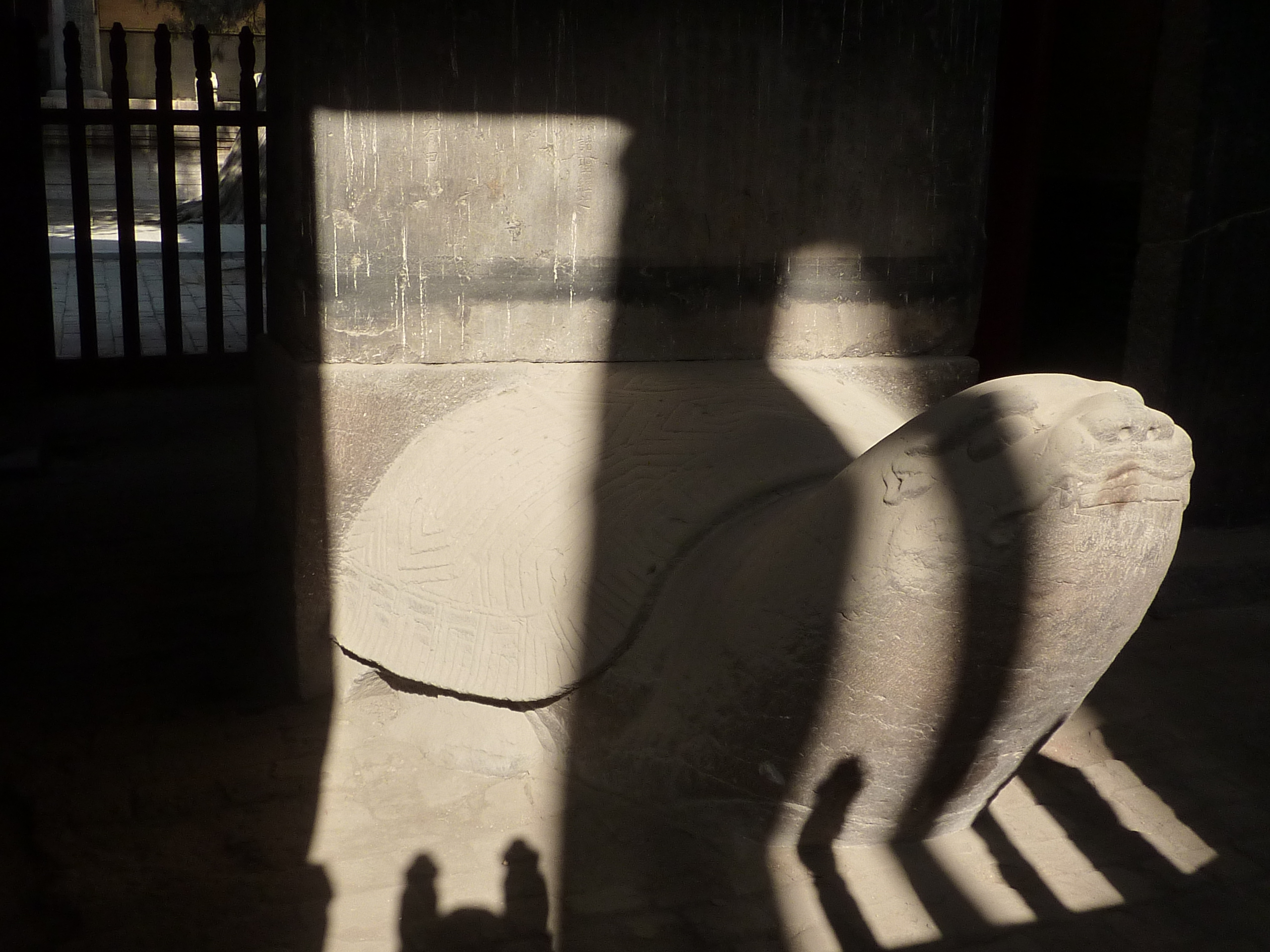
Dade 5 (1301)
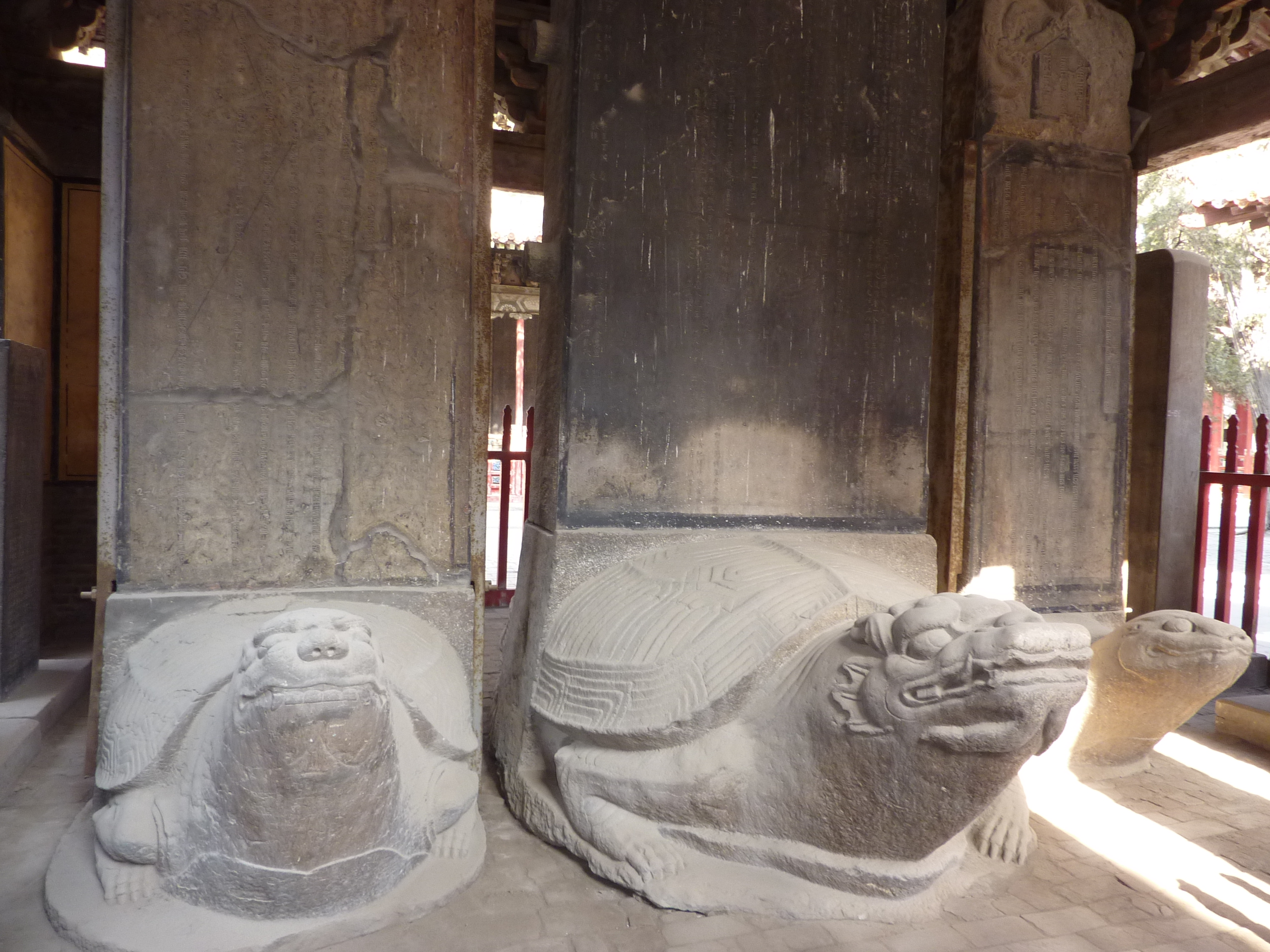
Época Dade (1297-1307) (izquierda);  Dade 11 (1307) (derecha); Zhiyuan tardío 5 (1339) (centro)
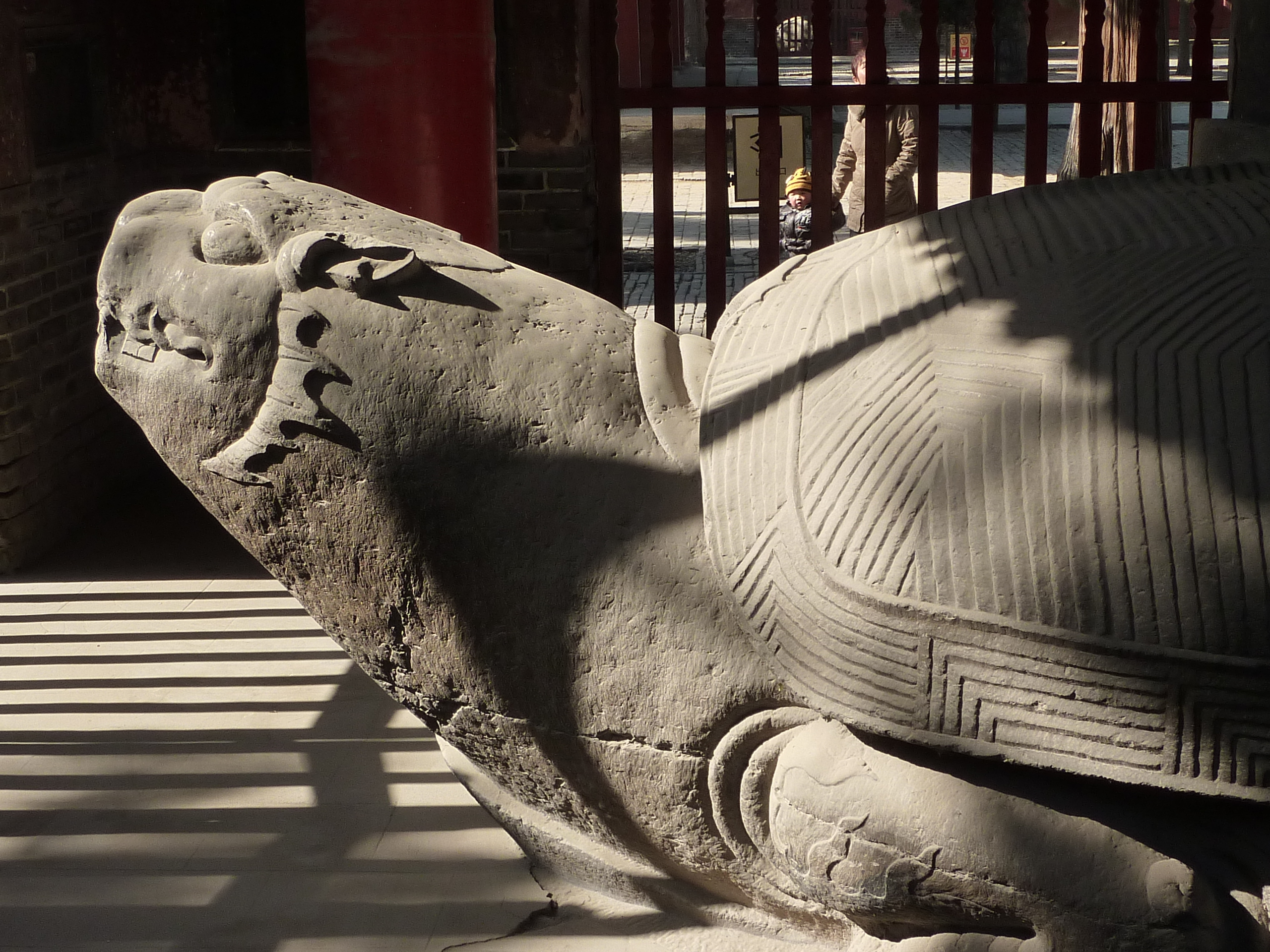
Hongwu 4 (1371)
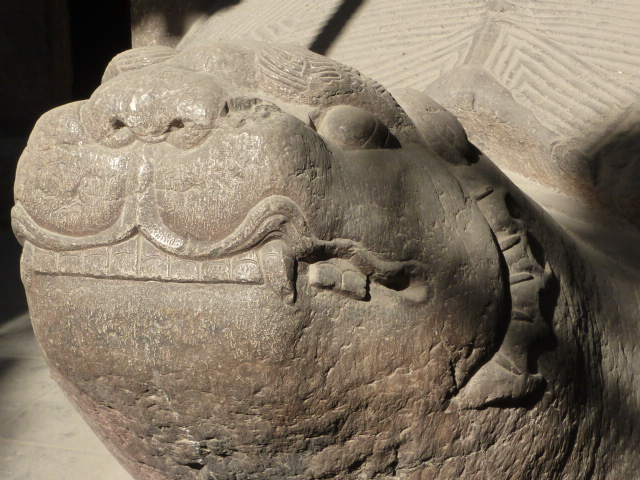
Yongle 15 (1417)
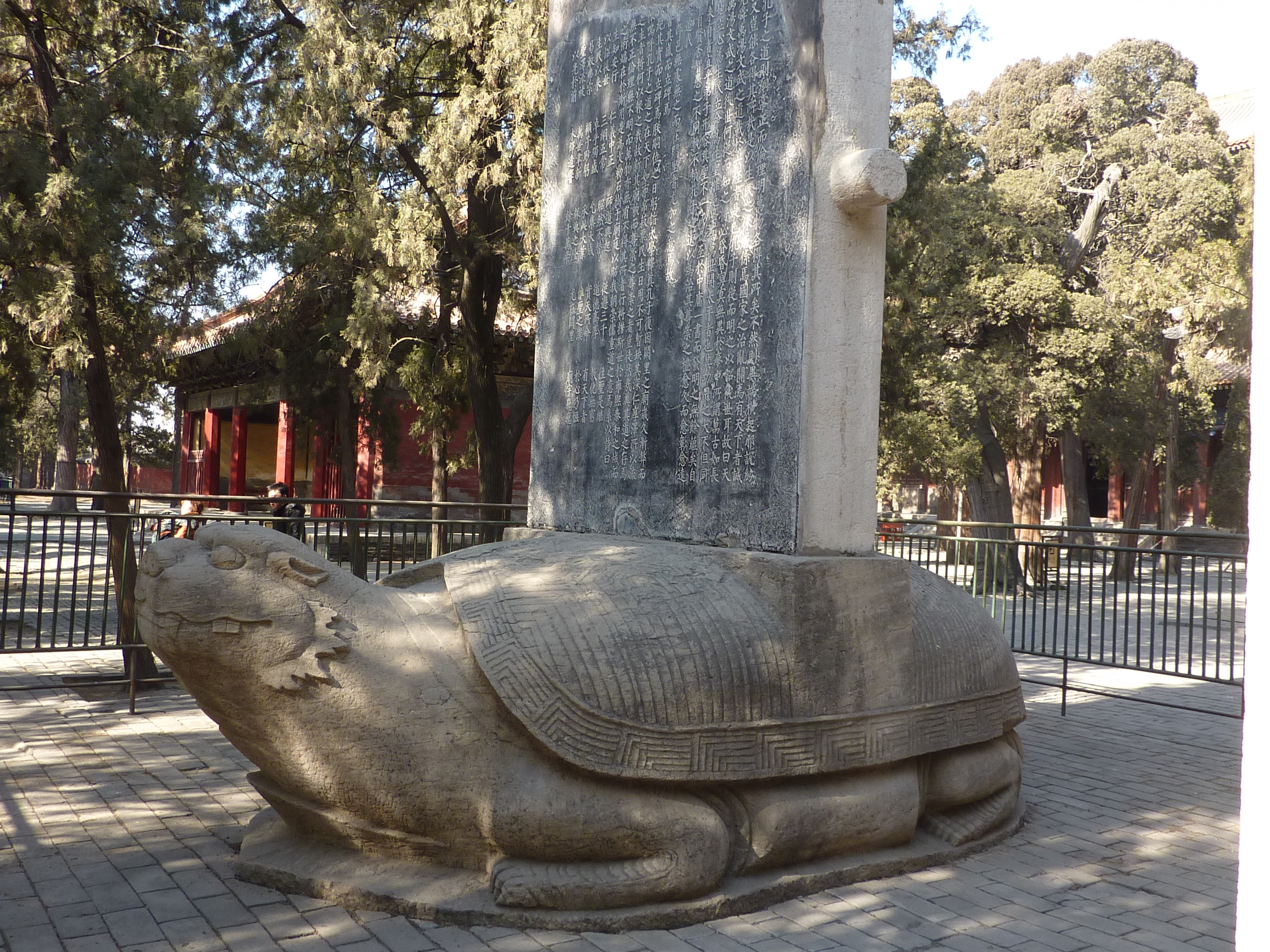
Chenghua 4 (1468)
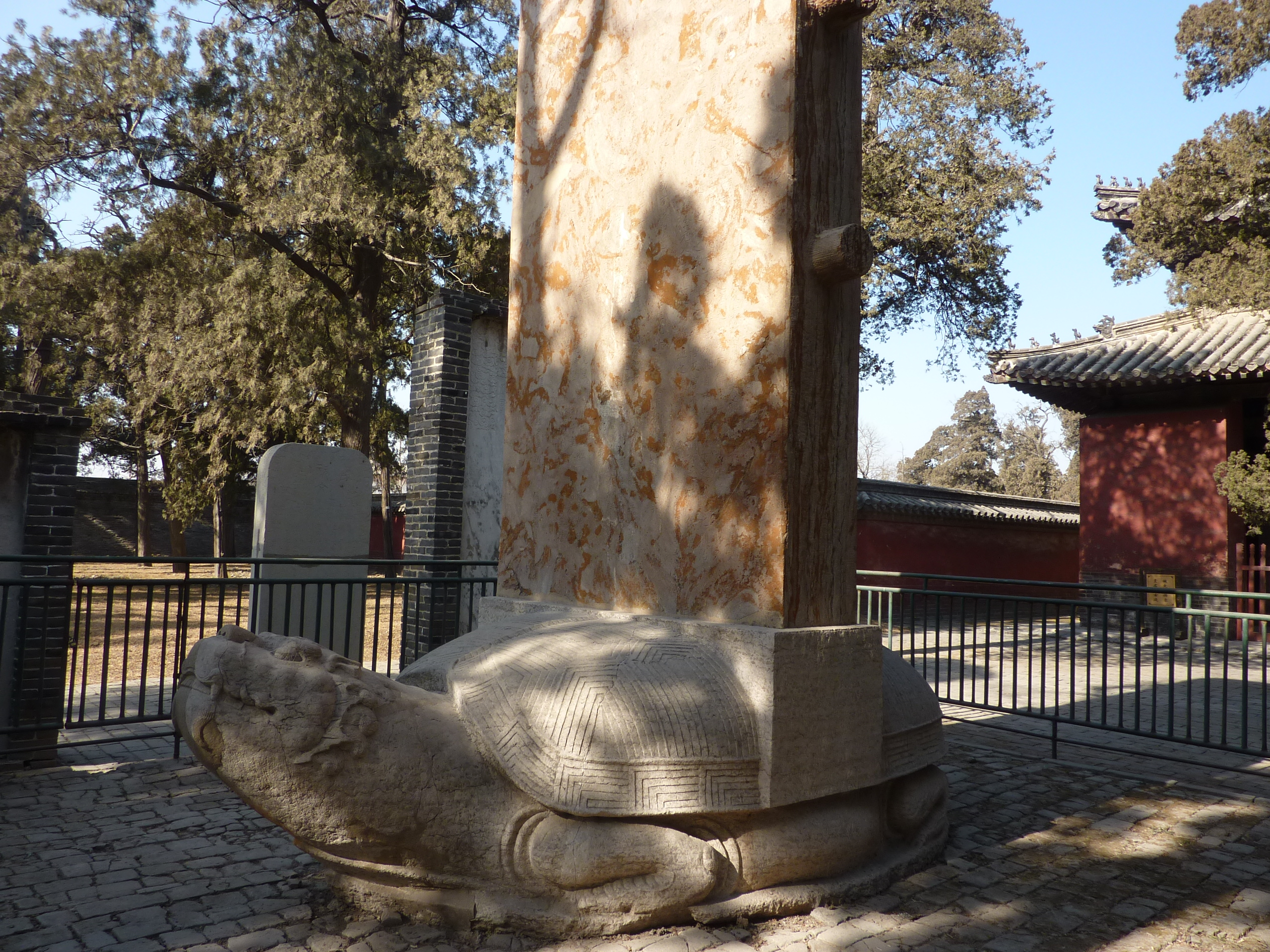
Hongzhi 17 (1504)
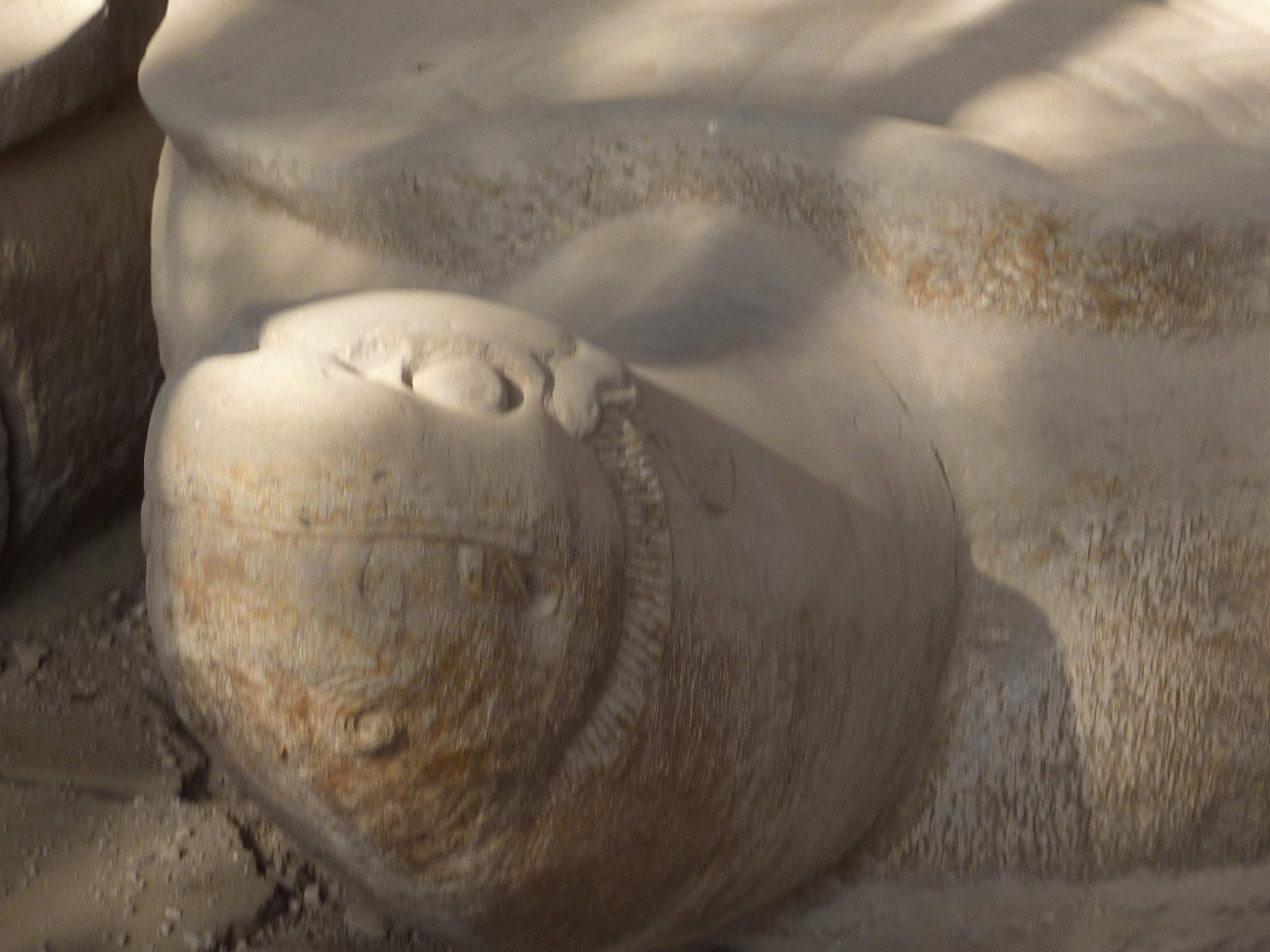
Shunzhi 8 (1651)
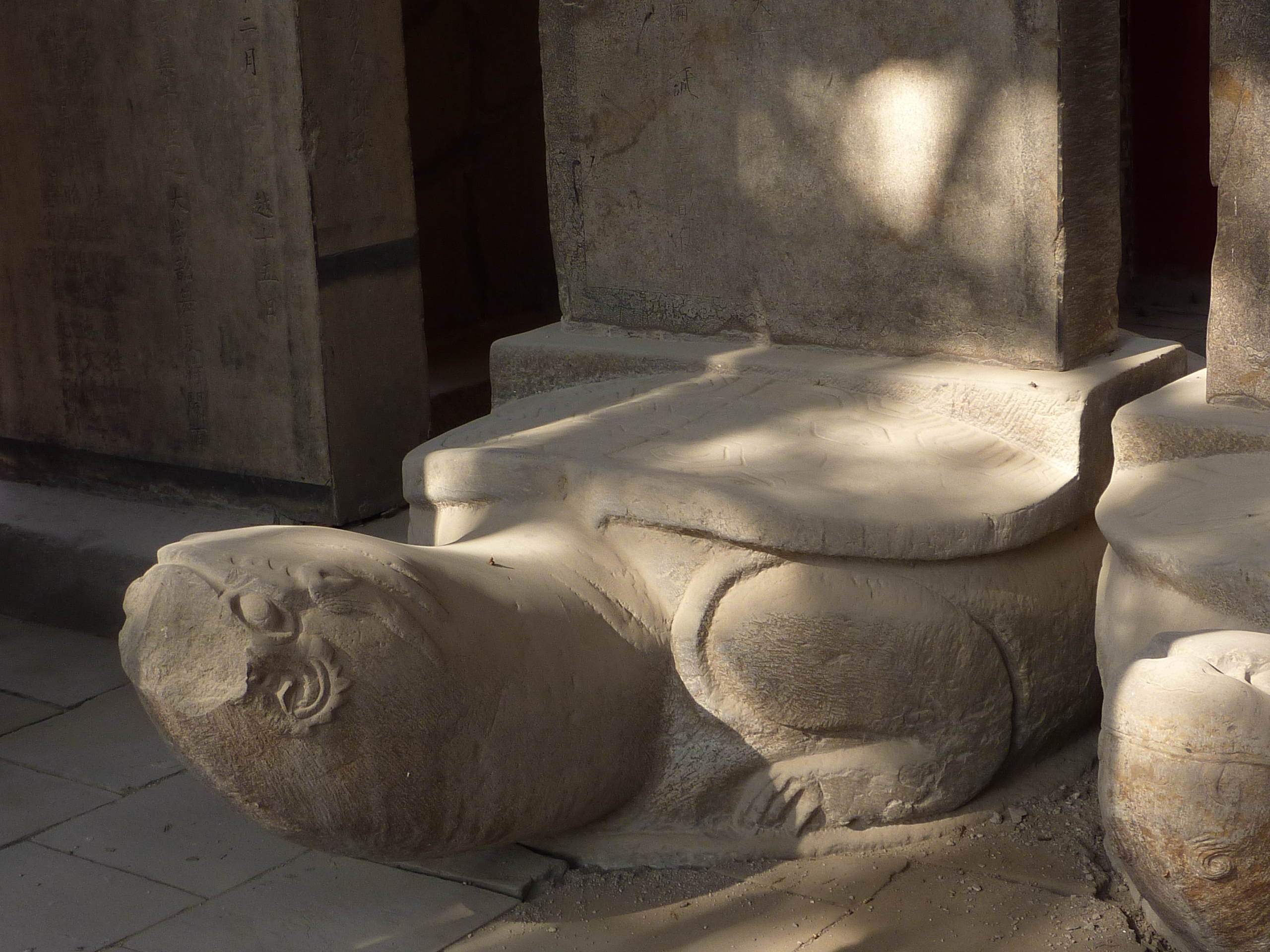
Kangxi 7 (1668)
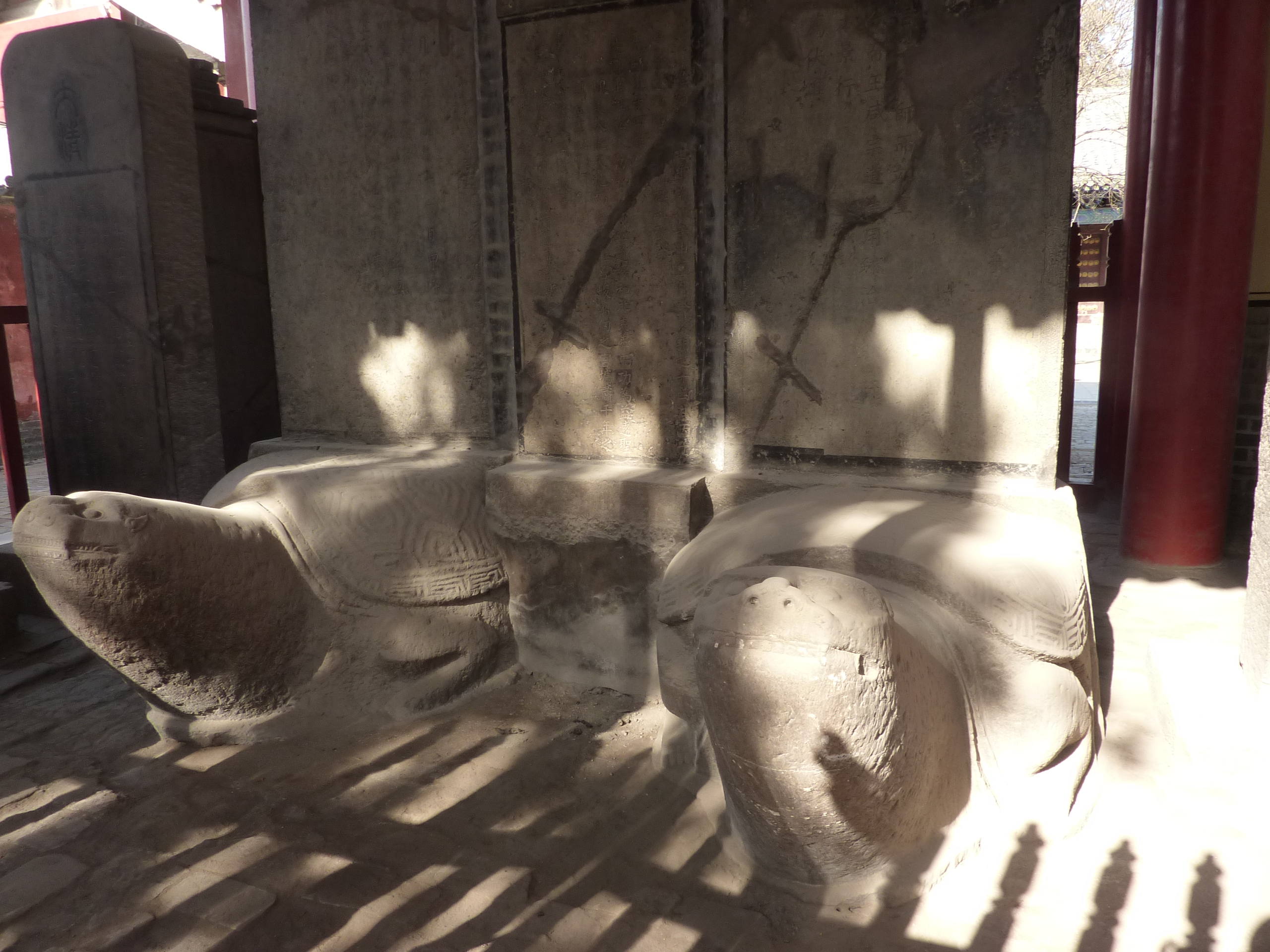
Kangxi 15 (1676; derecha), Kangxi 21 (1682; izquierda)
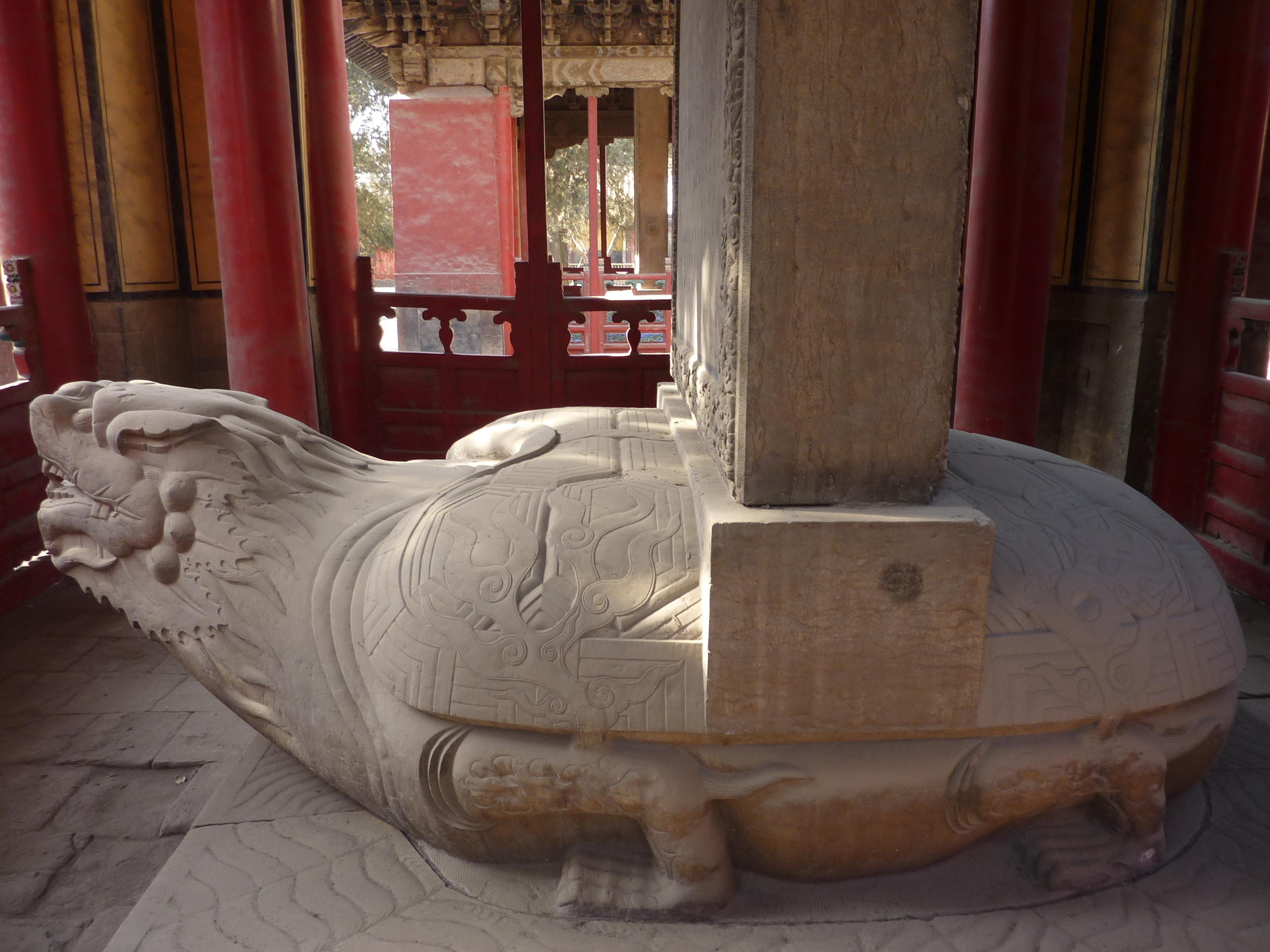
Kangxi 22 (1683)
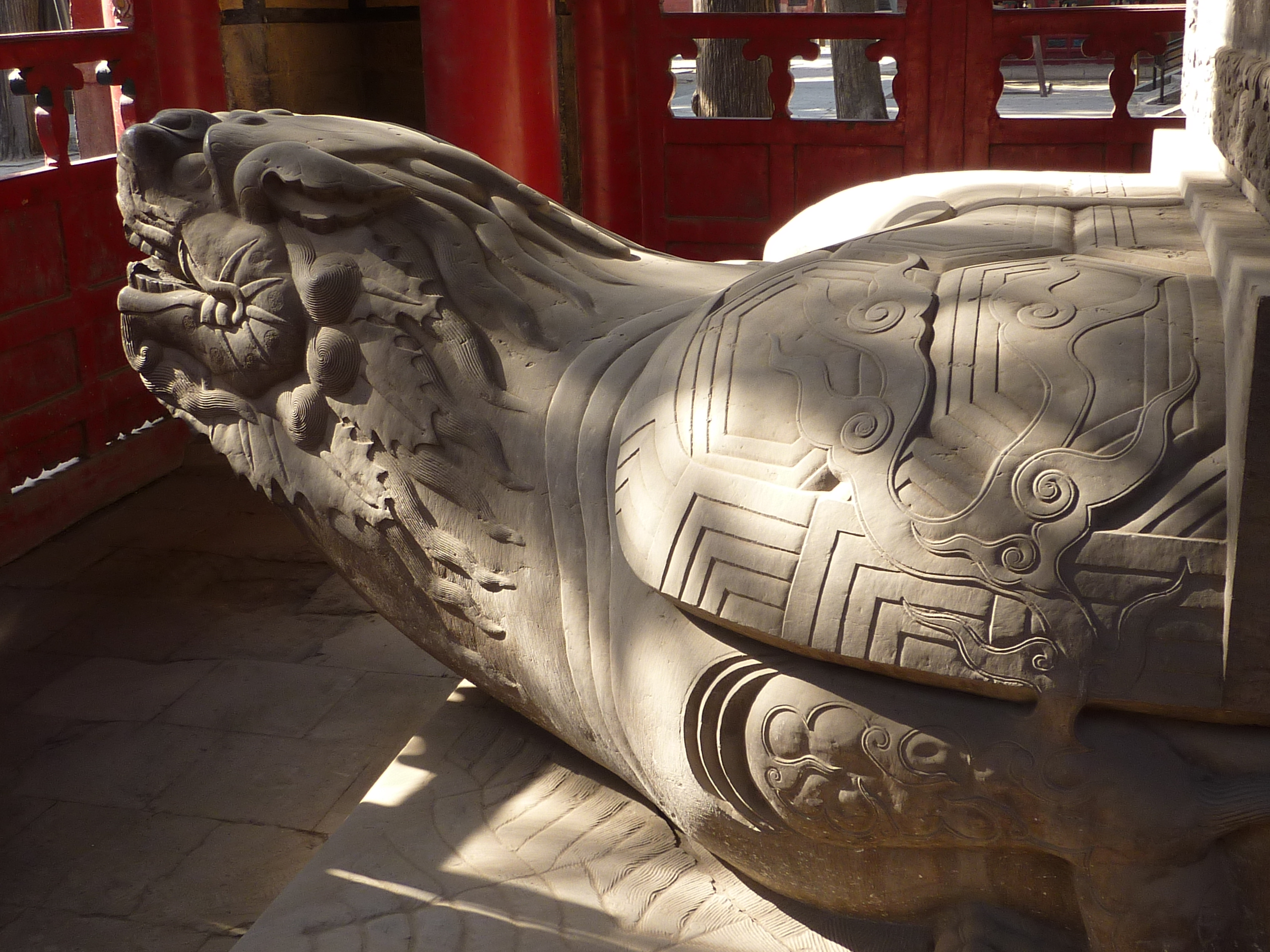
Kangxi 25 (1686)
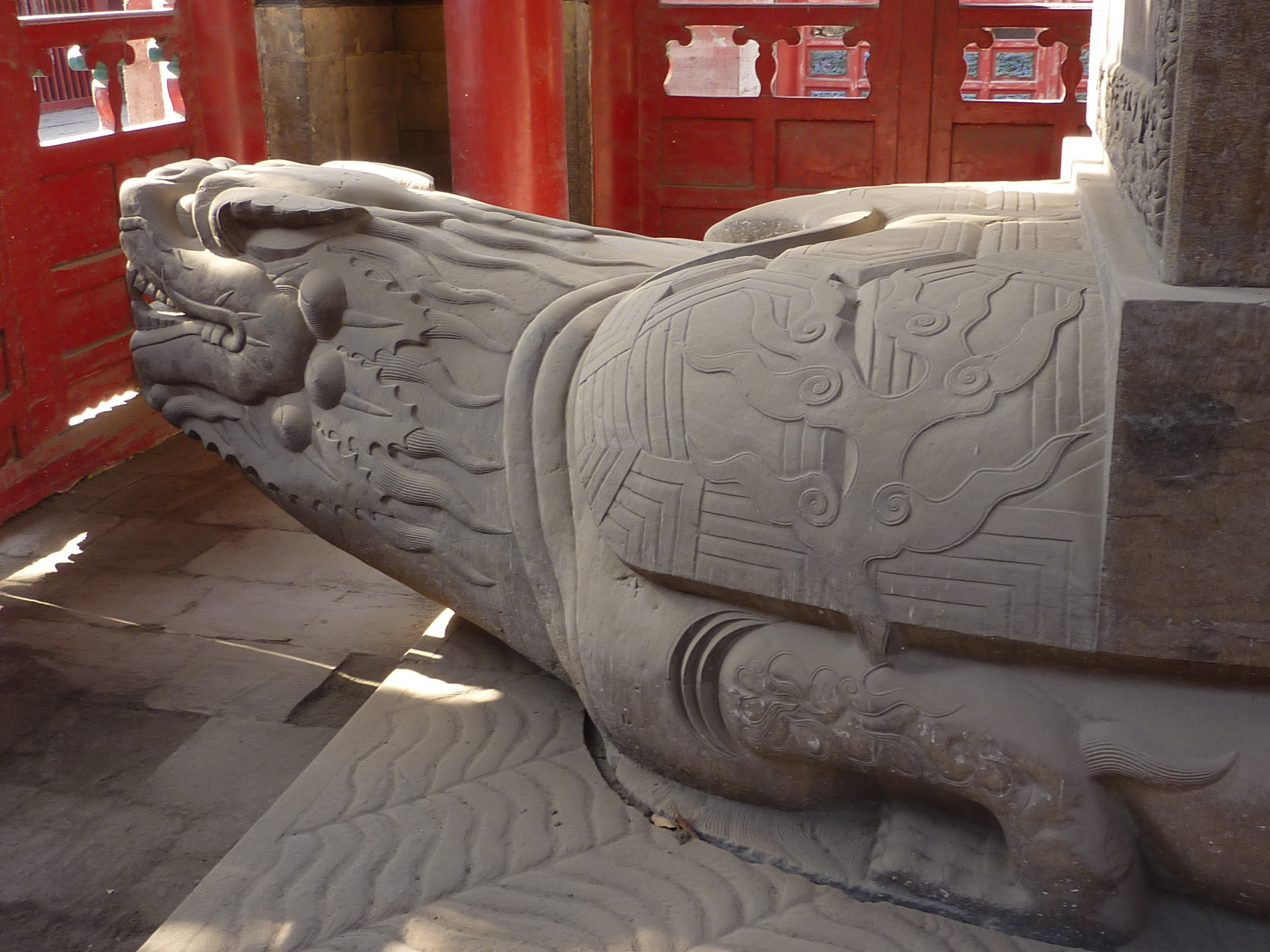
Yongzheng 8 (1730)
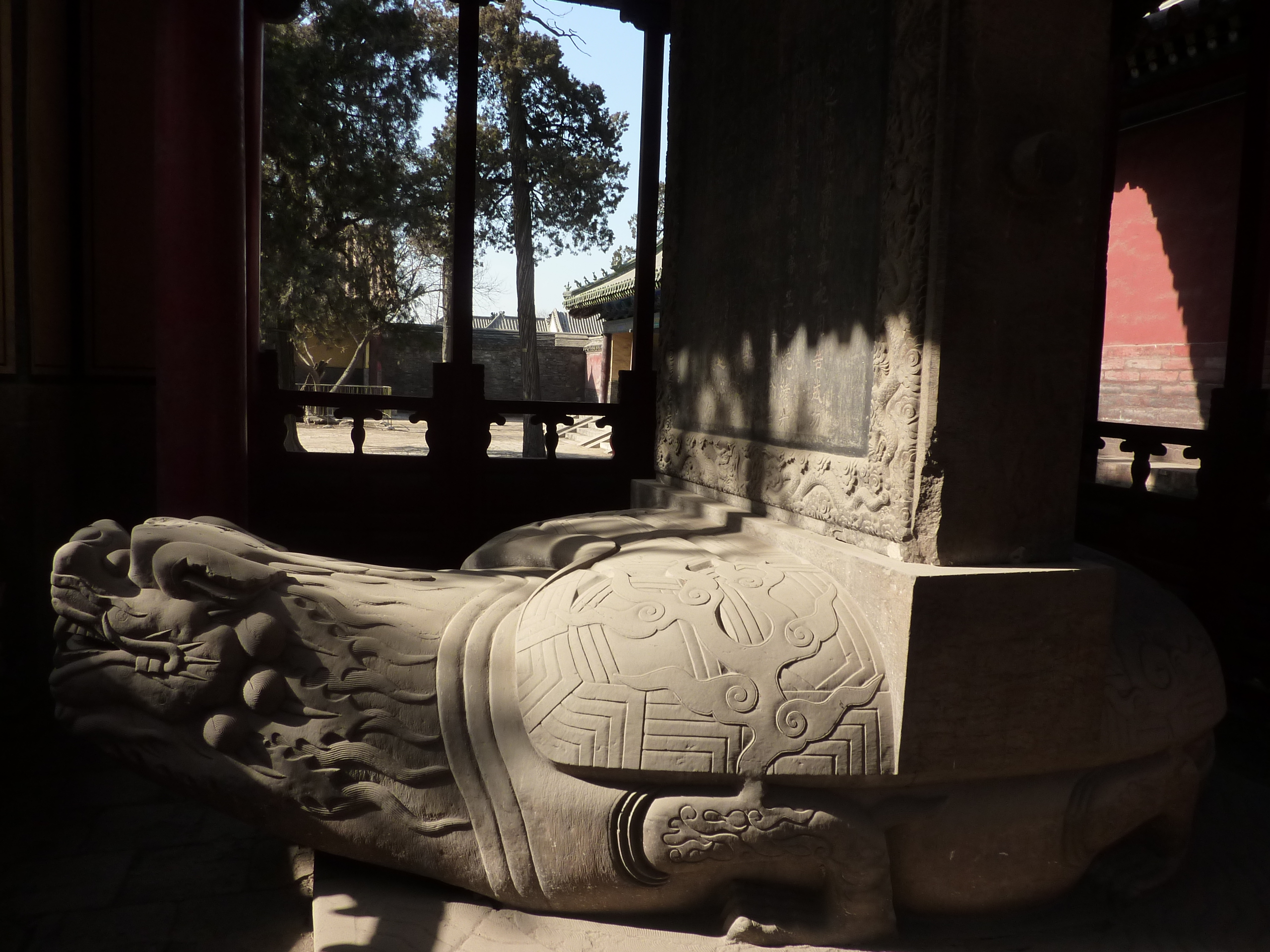
Yongzheng 8 (1730)
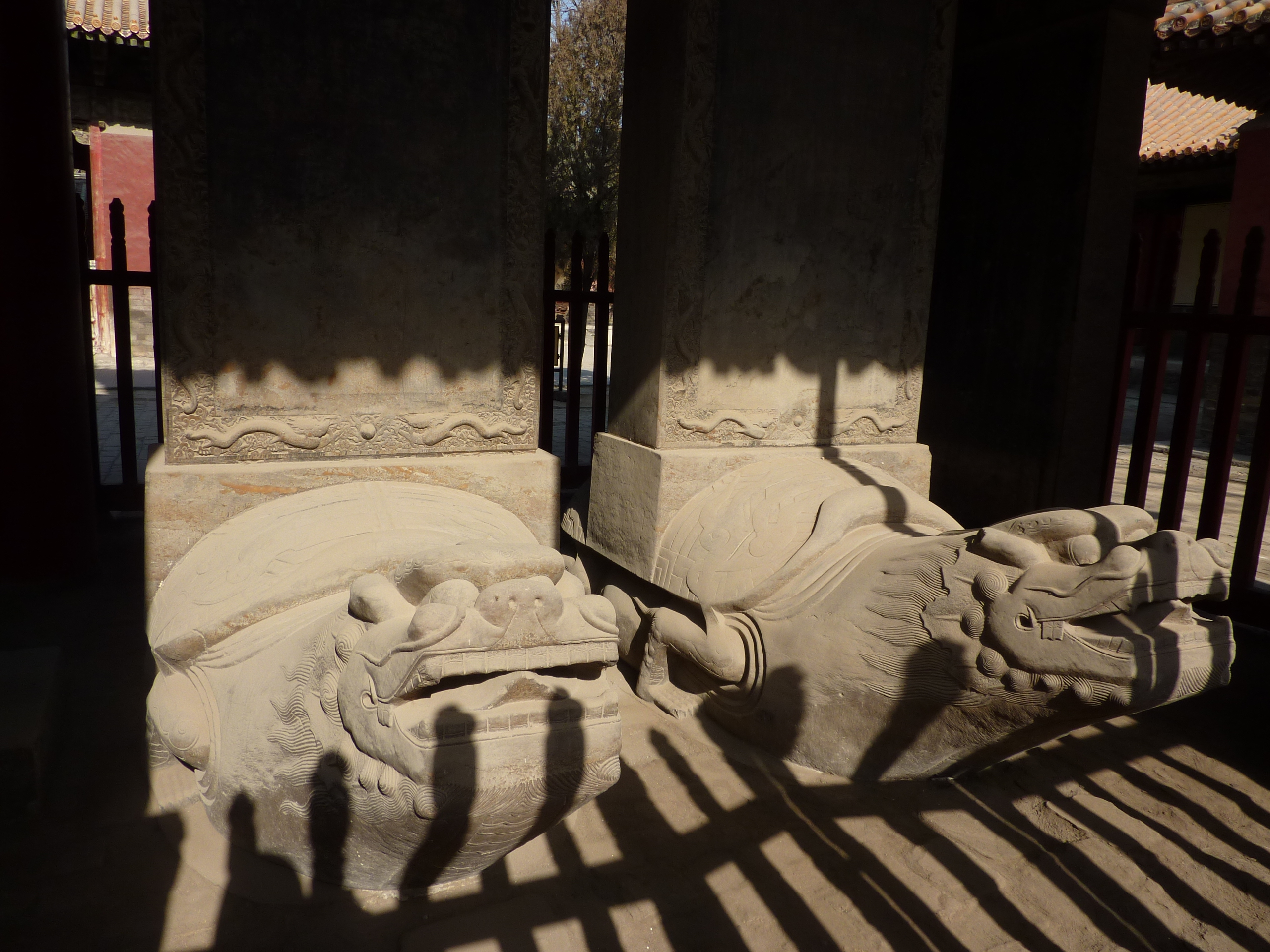
Yongzheng 8 (1730)
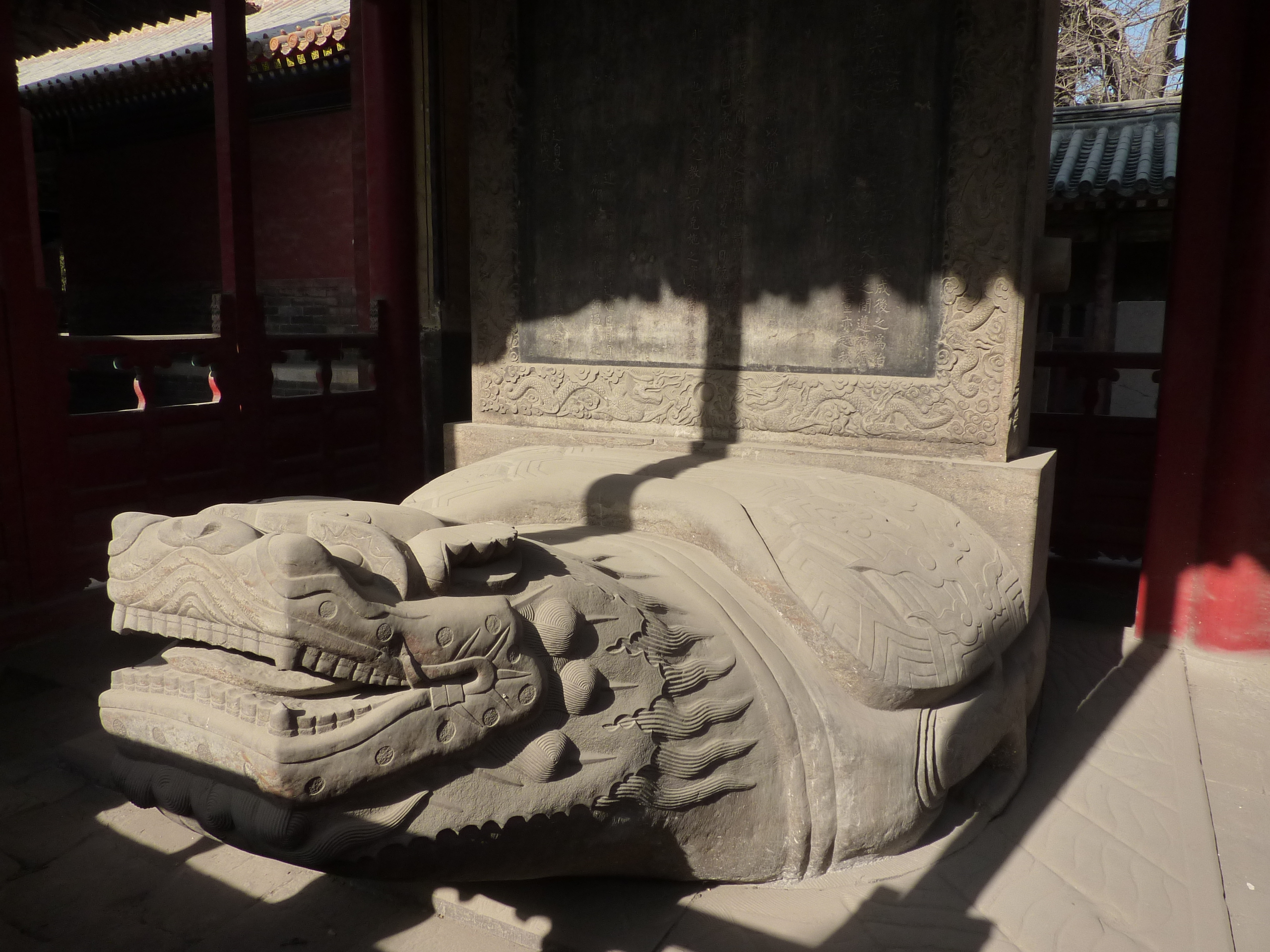
Qianlong 13 (1748)